# بورینگ (اکلاهما)
بورینگ (به انگلیسی: Bowring) یک منطقهٔ مسکونی در ایالات متحده آمریکا است که در شهرستان اوسیج، اکلاهما واقع شده‌است.